# 蛋类

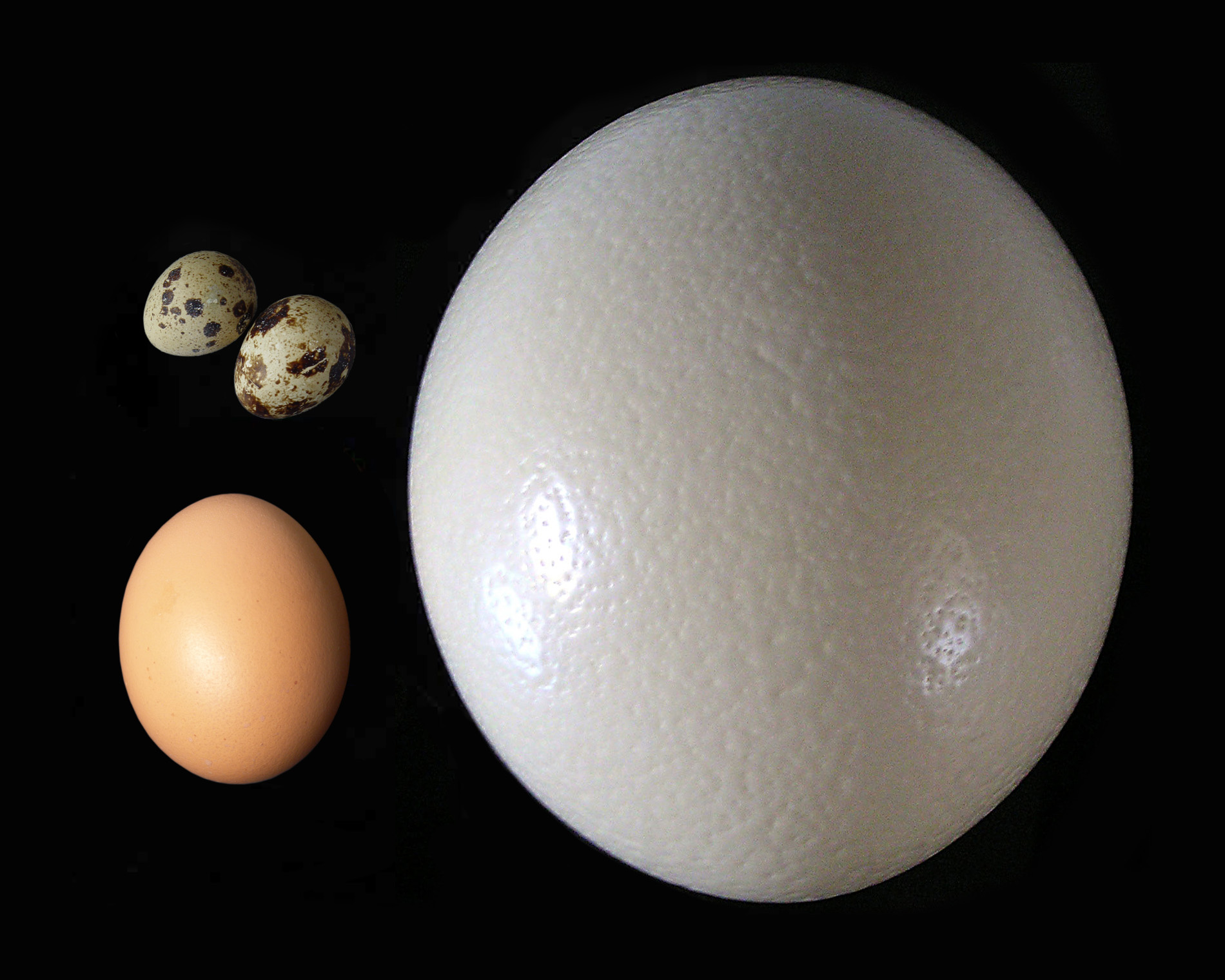
鹌鹑蛋、鷄卵与鸵鸟蛋

蛋類，此处特指食用卵，作为食物已有數千年的歷史。最常见包括鷄蛋，还有鴨蛋、鵪鶉蛋、鵝蛋等禽类的卵，以及多種魚類的魚卵，少数地区尚有食用虫卵。
卵（蛋）為雌性卵生動物所產下，受精之後可孵出動物。蛋通常有膠狀物質或卵殼保護，而當中的卵白和卵黃被各種薄膜包裹。
蛋黃和全蛋存儲大量的蛋白質、膽鹼和其他營養素。故此，美國農業部將蛋在飲食金字塔中界定為肉類食品。

## 歷史
人類在西元前7500年可能就在食用雞蛋。西元前800年已經在食用鵪鶉蛋。

## 结构

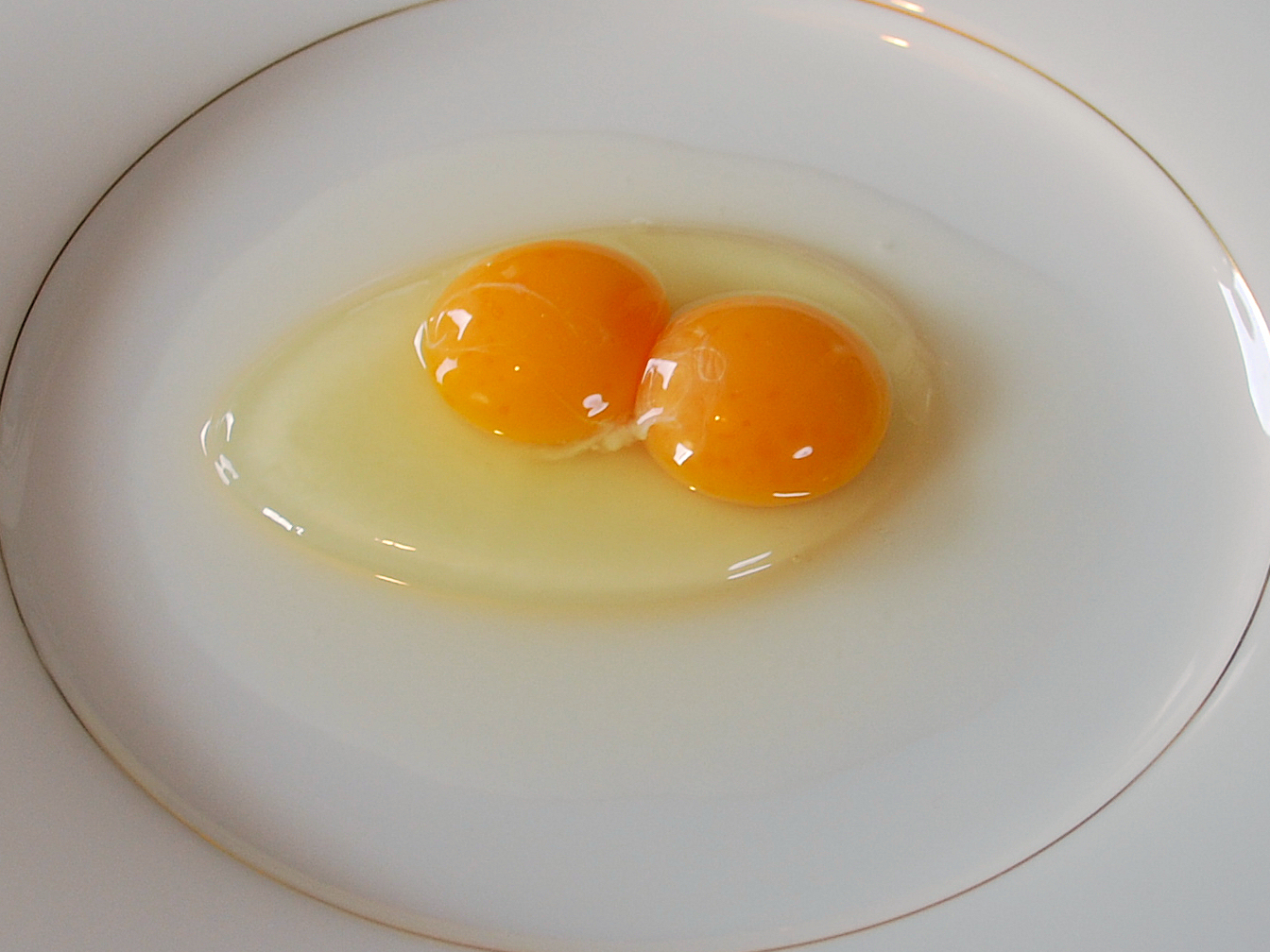
雙黃蛋

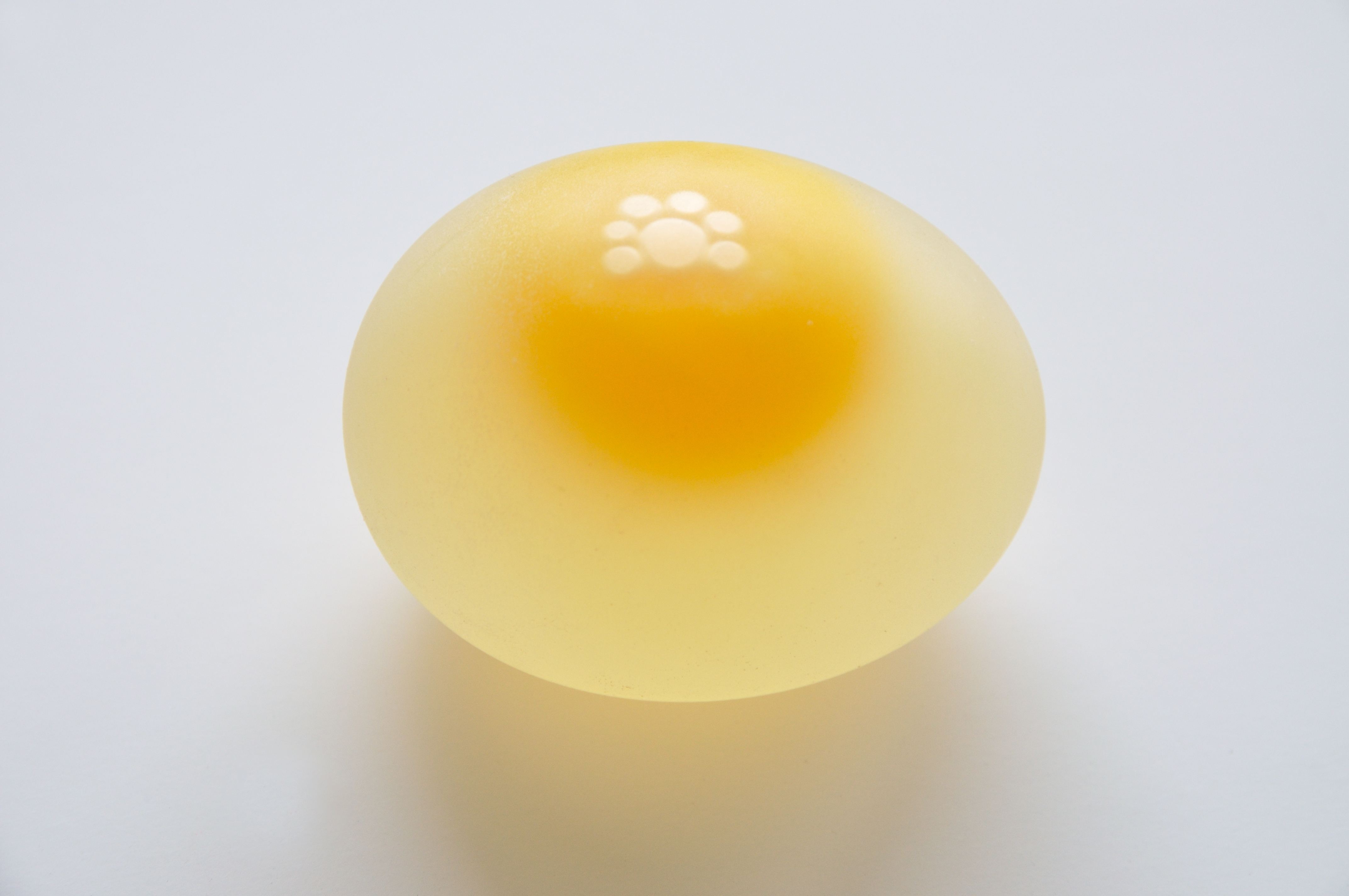
去壳鸡蛋

卵的保護層有膠狀物、硬殼及革殼幾種。魚類、兩生類的蛋只有膠狀物保護；鳥類的蛋屬於硬殼的，容易破裂，目前最大的蛋是鴕鳥蛋，最小的蛋是蜂鳥蛋；爬蟲類的蛋如蜥蜴或蛇等，蛋殼像皮革有彈性，稍微凹下去也沒關係。
在適當的溫度下，受精的蛋會在一定時候孵化，幼體用口部上方的角質物鑿開蛋殼破殼而出。鳥類的蛋大多呈梨型的，也就是說一頭較尖，另一頭較大，這是為了讓親鳥孵蛋的時候，在翻蛋使整個蛋受熱平均，不至於讓蛋滾出鳥巢而演化出來的形狀，蛋會朝向尖的那一端滾動。
蛋在大頭的那端有個氣室，功能是氧氣交換以利於呼吸作用。所以蛋的表面也有數不清的氣孔，若經過水洗就無法孵化了。蛋白像羊水一樣有保護及穩定的功效，蛋黃則是供及養分給胚胎成長。

## 成分
蛋黃含有較高的膽固醇，但也含有較高的卵磷脂、類胡羅蔔素及葉黃素（都可以防止動脈硬化），蛋黃的飽和脂肪酸佔總脂肪的比例也只有27%；因此對心血管疾病的影響有所爭論，有些研究會認為一天一顆雞蛋（蛋黃）對預防心血管疾病無害甚至有利、而少數研究顯示一天兩顆對心血管疾病患者也是沒問題的，甚至有醫師認為健康的蛋奶素者一天吃三顆雞蛋蛋黃並沒有疑慮；主要理由在於人體內的膽固醇主要是肝臟製造的，而當吃了多量的膽固醇，肝臟就會自動減少膽固醇的製造，因此不必太擔心食物內的膽固醇，而飽和脂肪的過量攝取才會刺激肝臟製造出超量的膽固醇。
除了高膽固醇的疑慮外，雞蛋有良好且均衡的營養成分。另含有膽鹼、維生素A、維生素D、維生素E、維生素B群等營養成分。而近來在各國禁止使用肉骨粉飼養雞隻後，雞蛋的膽固醇含量开始下降。如果使用高ω-3脂肪酸飼料餵食母雞，雞蛋裡面會有較高量的ω-3脂肪酸，ω-3脂肪酸是現代飲食容易缺乏的脂肪酸，也被認為是可以減少心血管疾病、糖尿病、癌症、憂鬱症及不孕風險的脂肪酸（魚油膠囊就是為了補充ω-3脂肪酸）。
雞蛋另一個健康顧慮是很容易造成慢性食物過敏，慢性食物過敏是一種症狀不明顯、難以察覺的食物過敏。蛋奶素素食主義者同樣可能食用蛋與奶類；而纯素食者除非额外补充，否则很容易缺乏维生素B12（主要来自于动物食品）。而一些研究認為，蛋奶素比純素更健康，因為纯素會造成膽固醇過低，增加出血性中風風險。
荷蘭萊登大學一項研究顯示含色氨酸（雞蛋、巧克力及紅肉等食物）可增進互信。該研究讓參加者先喝下含色氨酸的橙汁，然後他們二人一組玩信任遊戲，將金錢交給其中一人，讓他決定交多少錢給同伴，然後同伴再將部分金錢交回第一人，並重覆數次。

## 料理
料理方式包括煎、煮、炒、蒸等，也會作為食材之一製成其他料理。

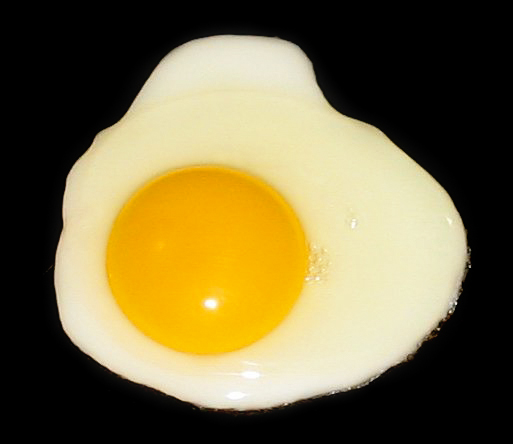
煎蛋
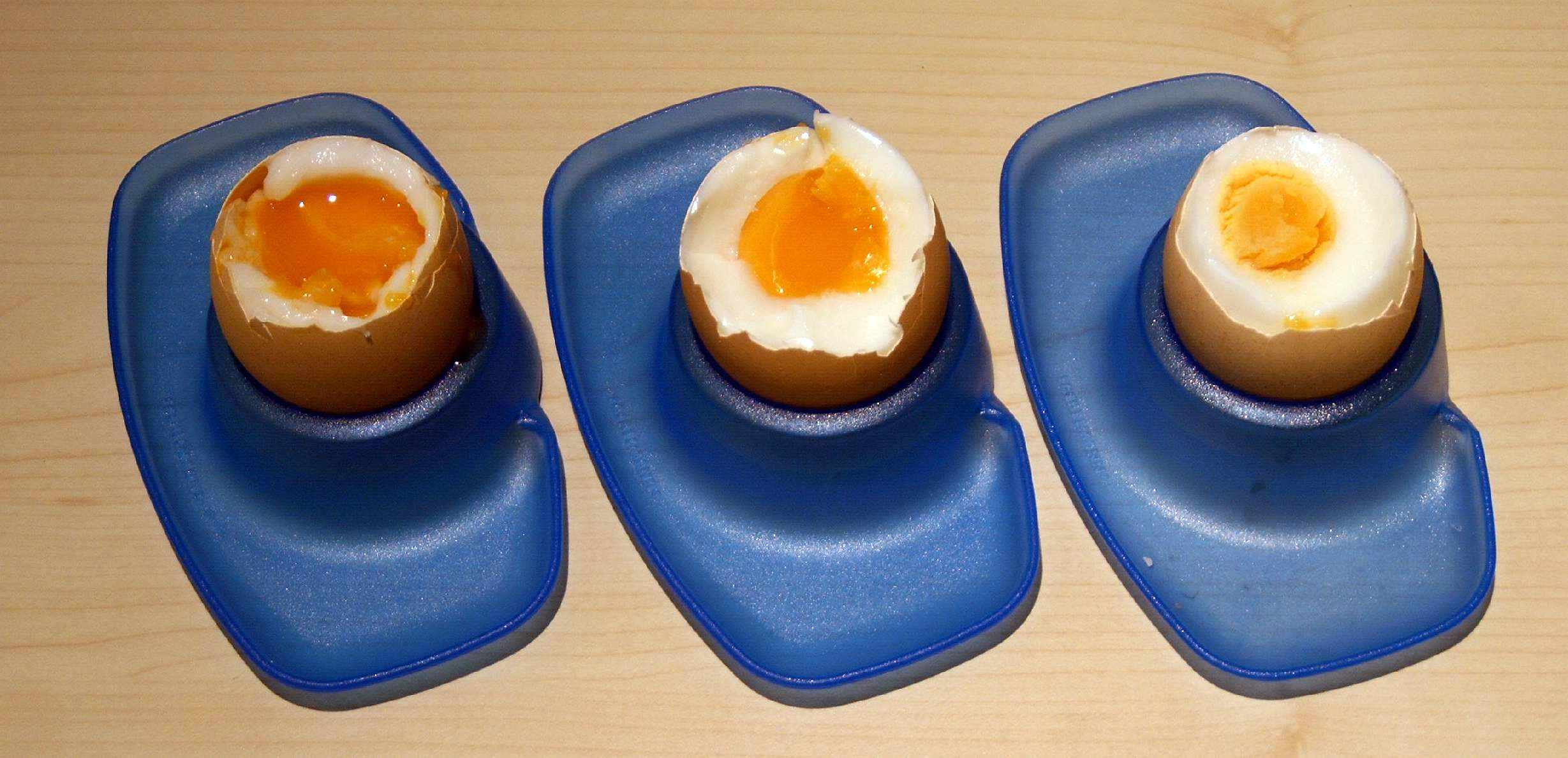
不同水煮時間的水煮蛋
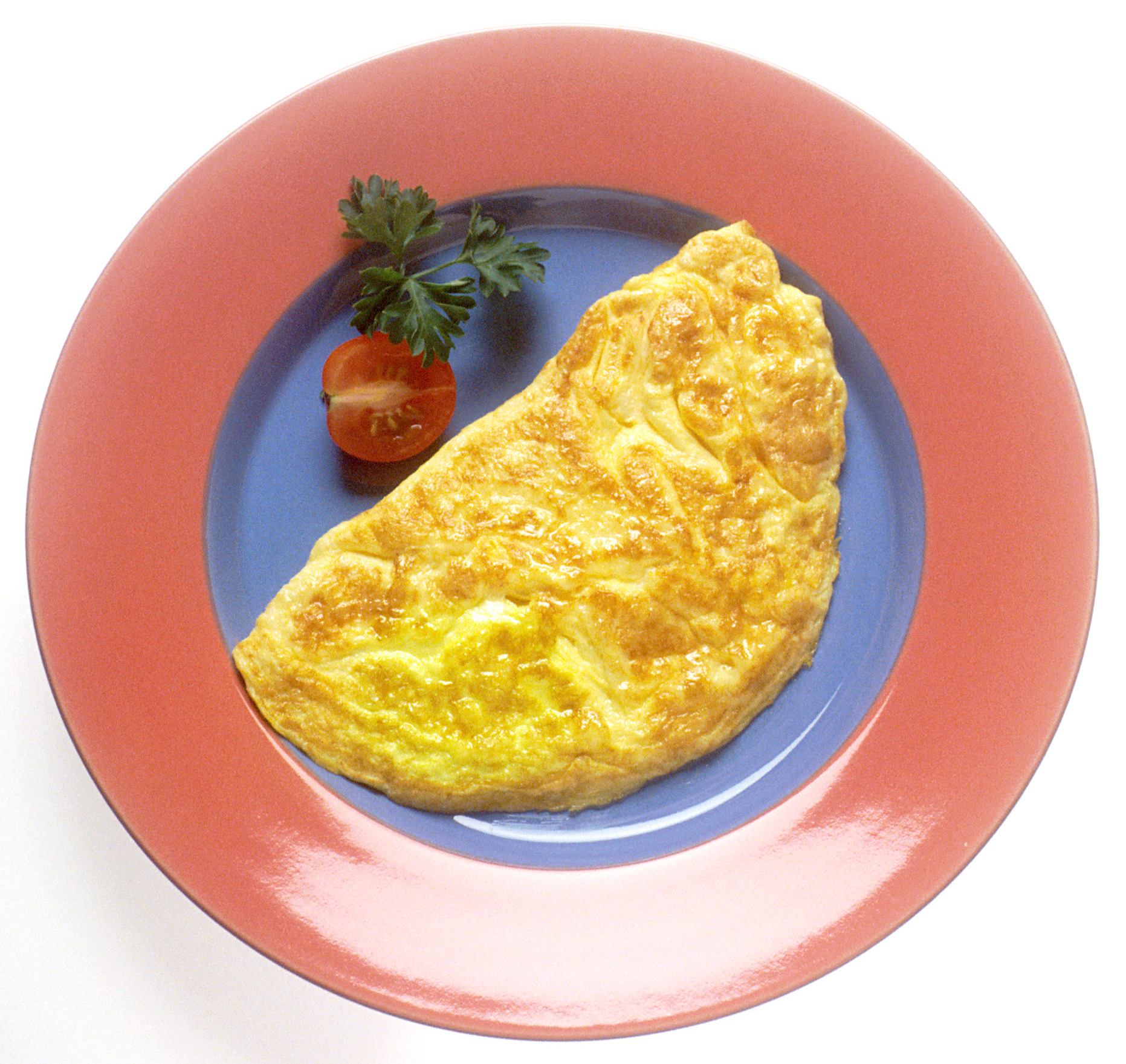
西式蛋饼
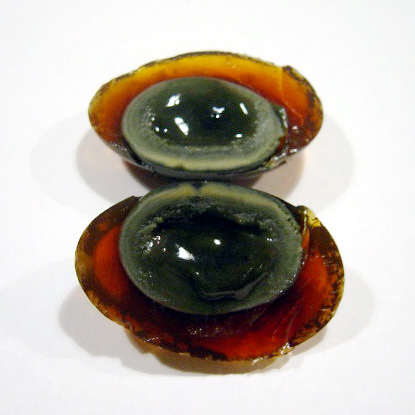
切开的皮蛋
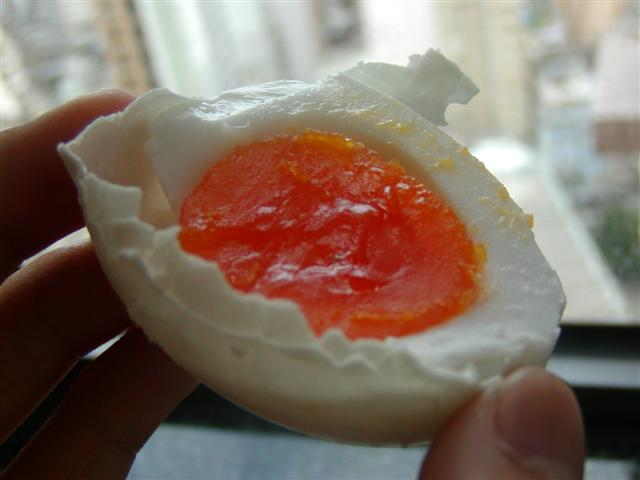
咸鸭蛋
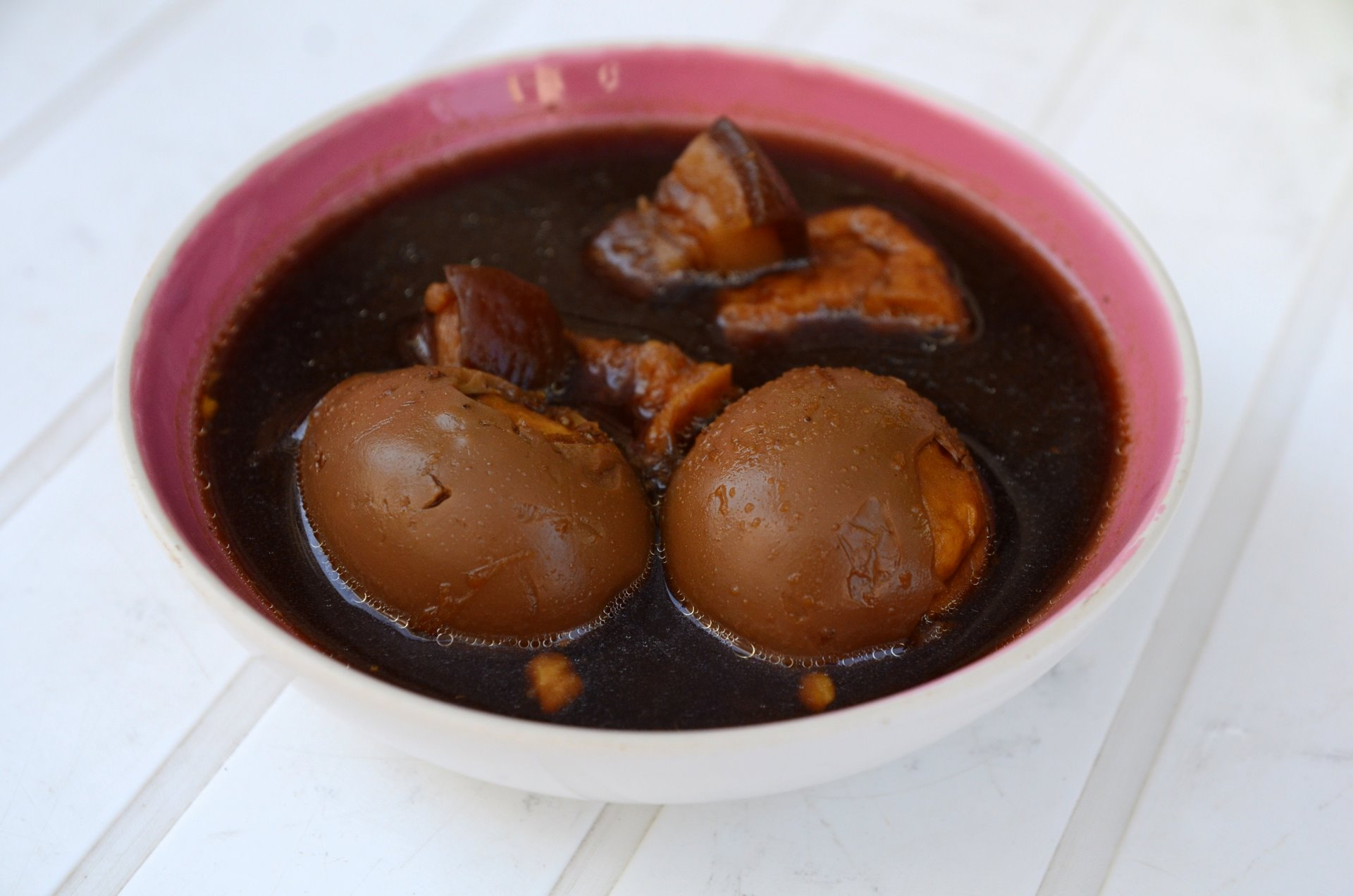
卤蛋
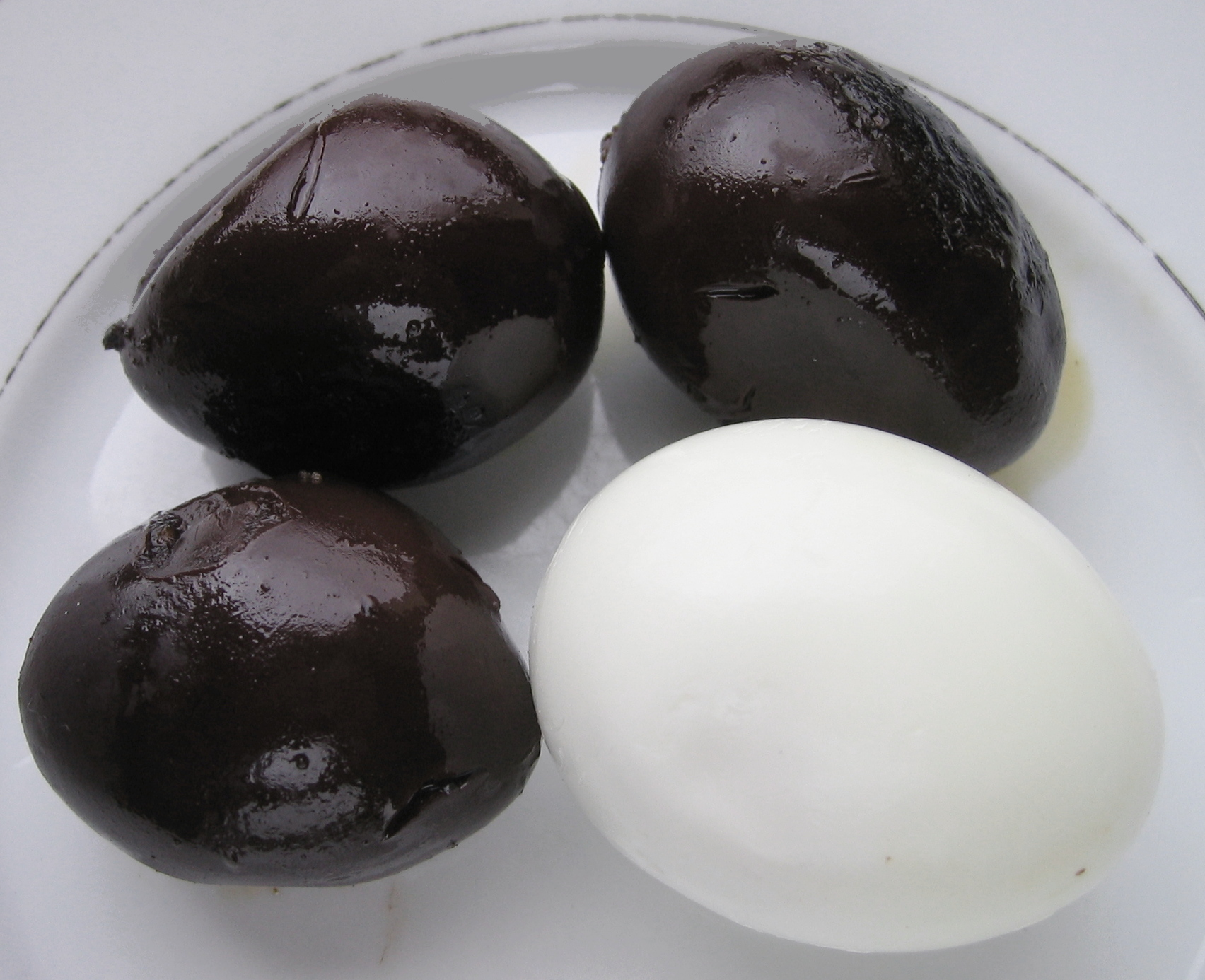
铁蛋
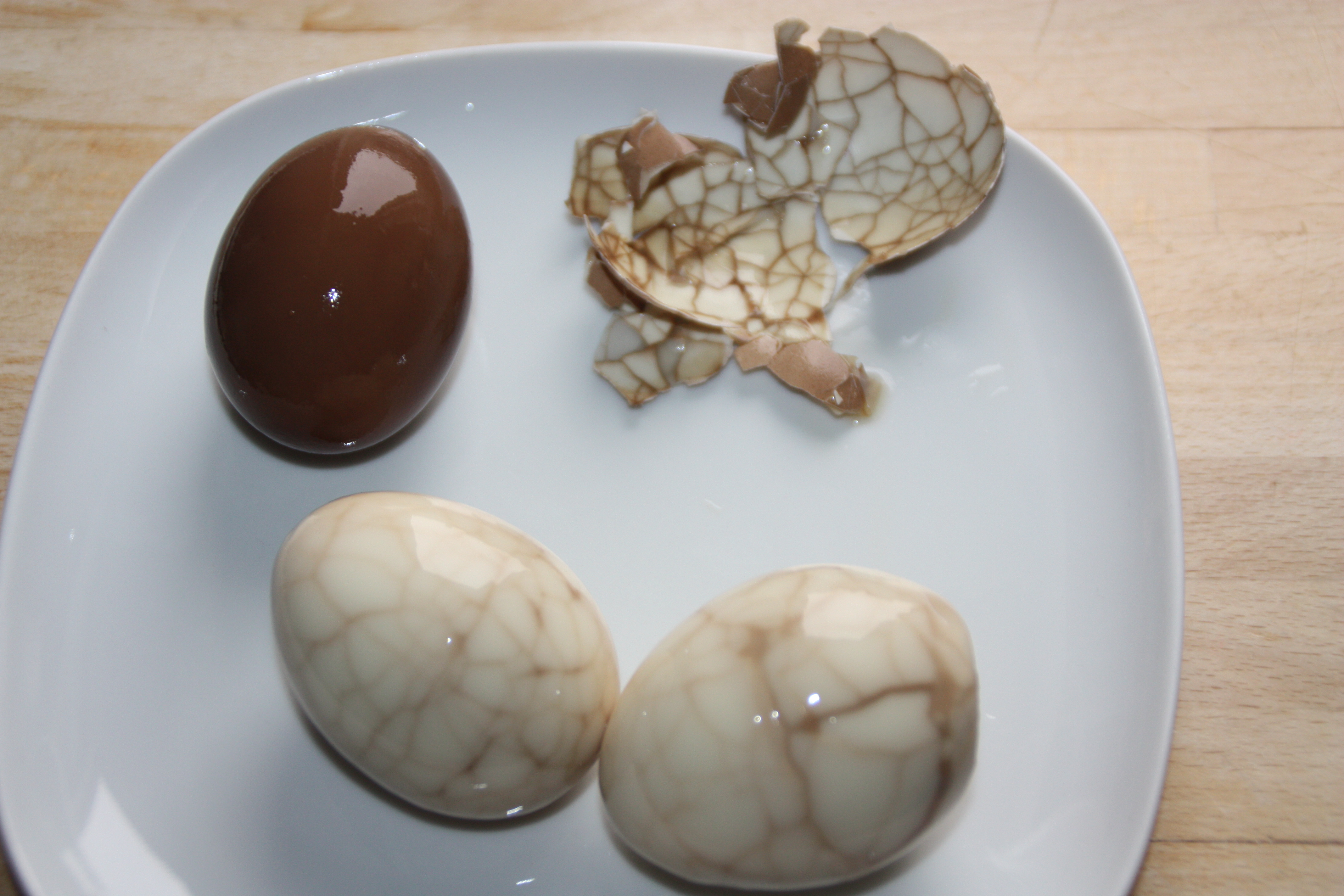
茶叶蛋
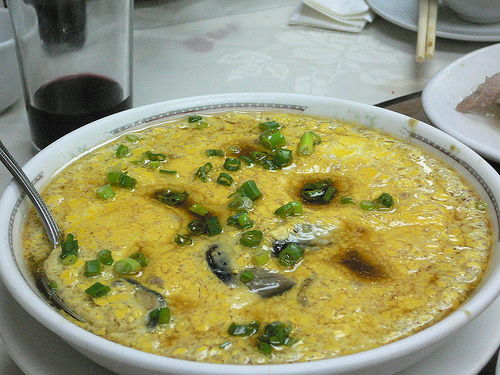
蒸三色蛋、蒸水蛋
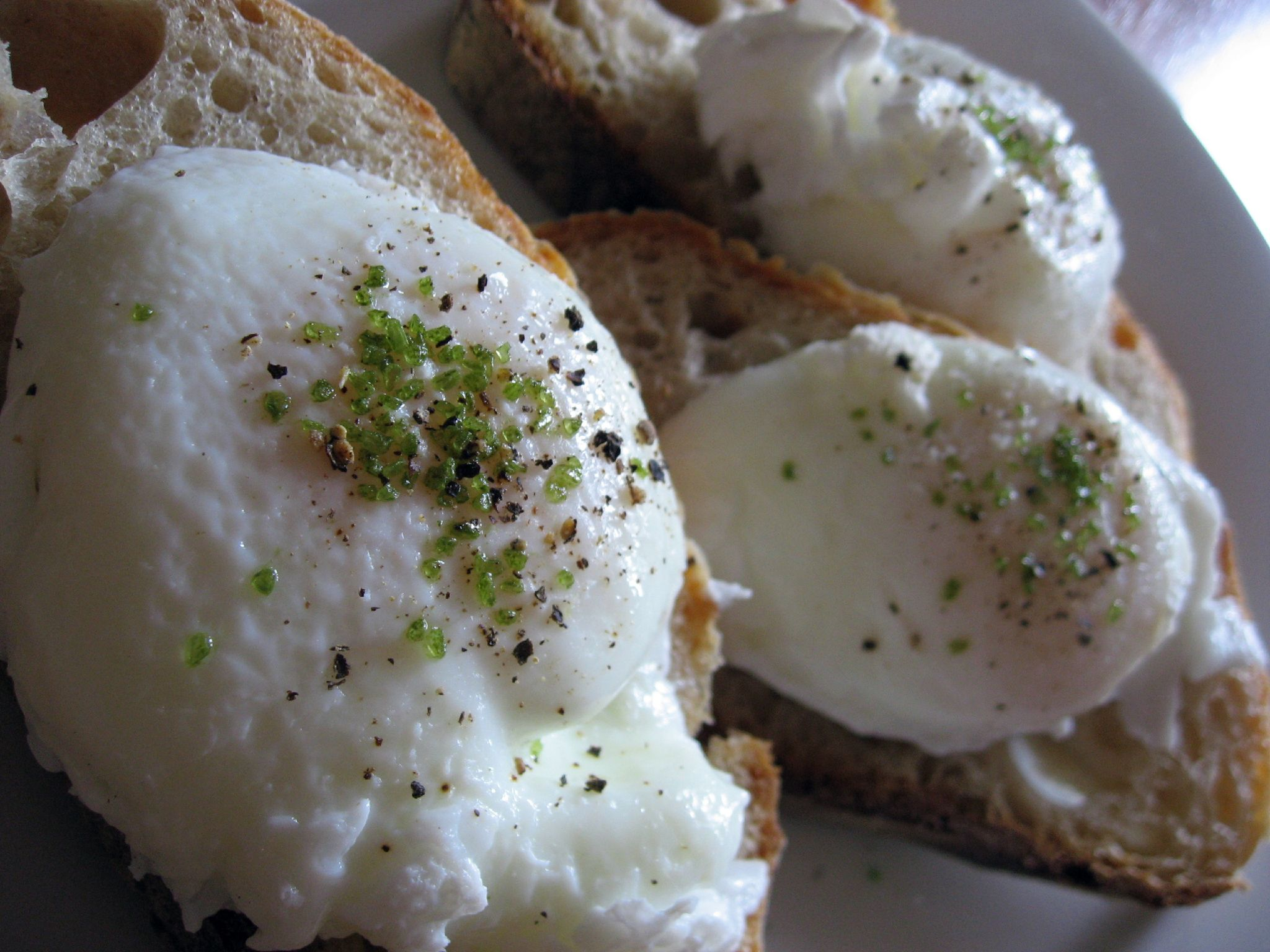
水煮嫩蛋
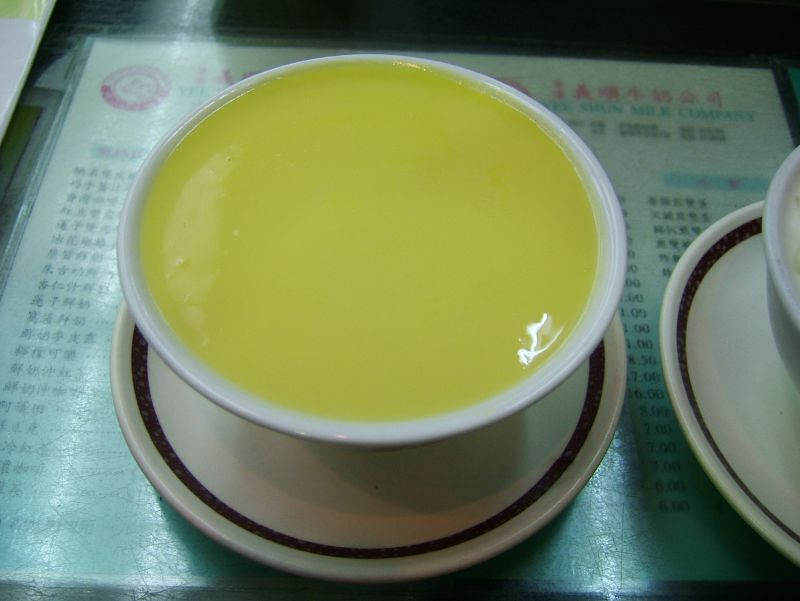
炖蛋
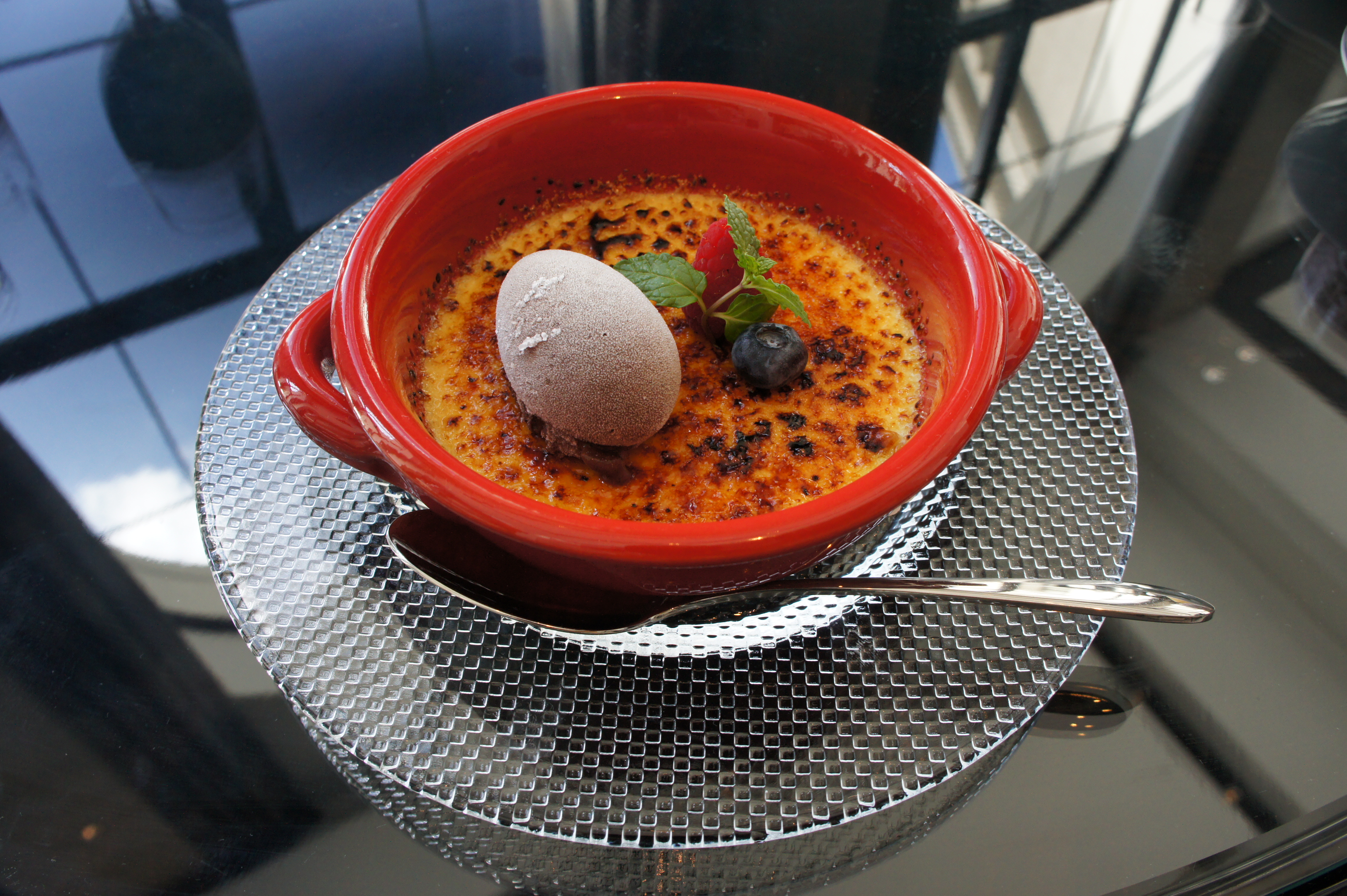
法式炖蛋
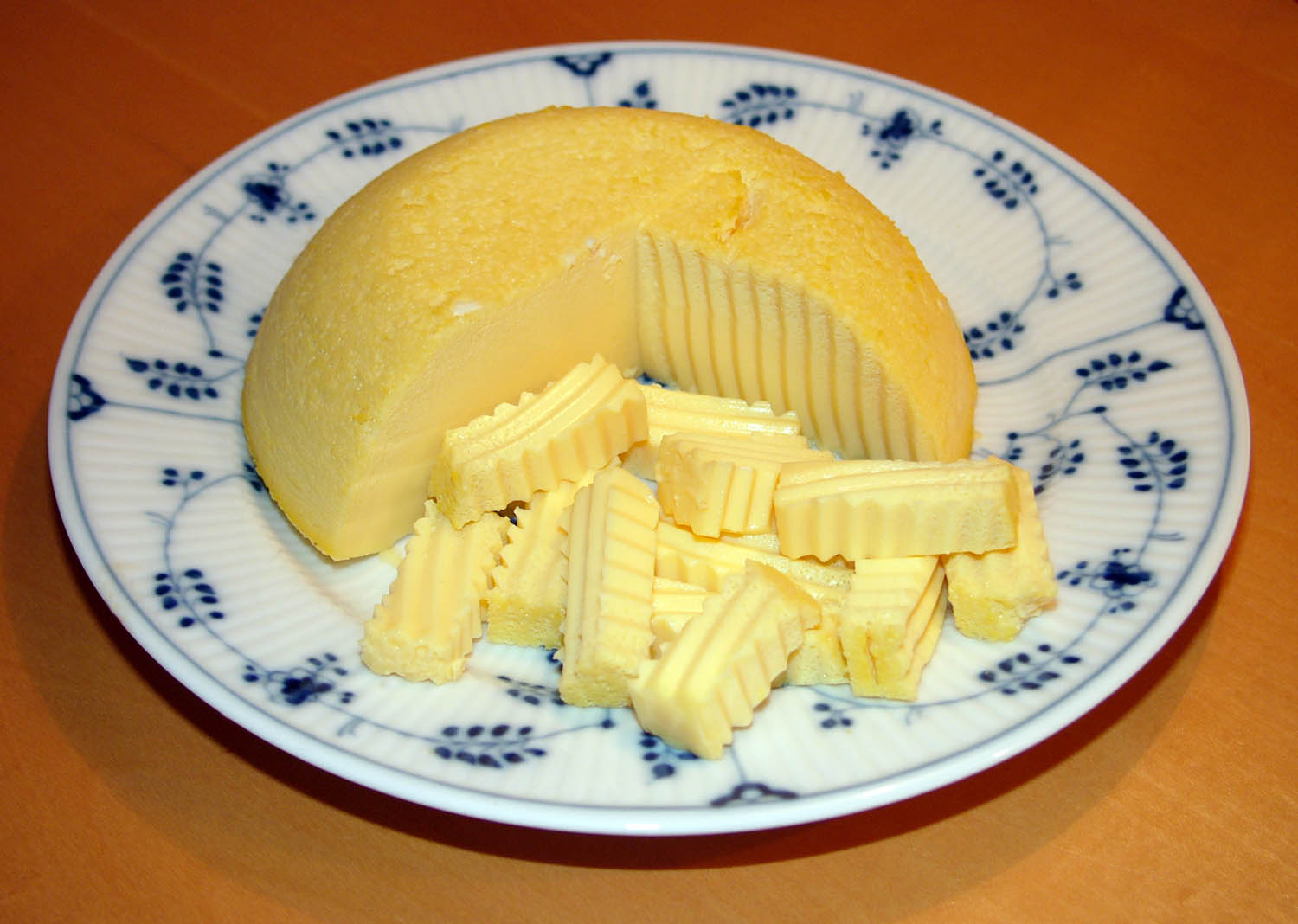
德式蛋羹（德语：Eierstich）
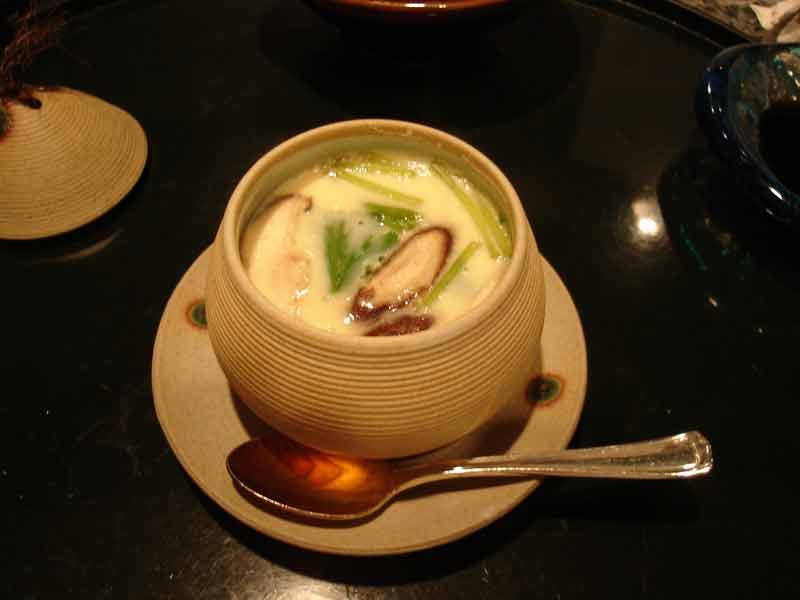
茶碗蒸（日式蛋羹）
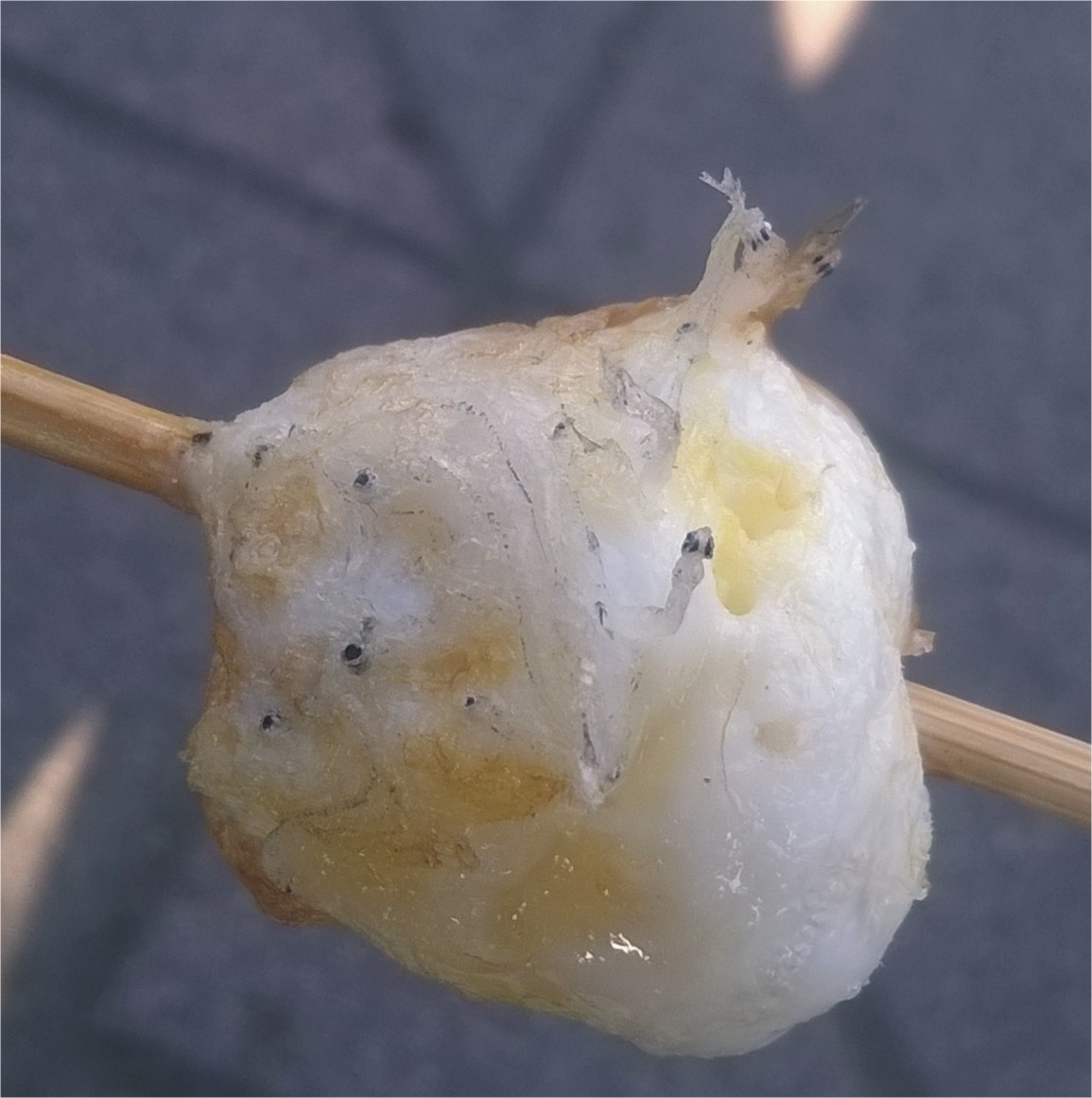
烤鸟蛋

## 少数食用卵
《礼记》记载：“蚳醢以供天子馈食。”，蚳即蚁卵，蚳醢是用蚁卵做的酱，相传周朝時採集蟻卵加桂皮，薑末等製成，是帝王食補。唐代刘恂《岭表录异》卷下说：“交广溪峒间酋长，多取蚁卵，淘泽令净，卤以为酱，或云味酷似肉酱，非尊贵不可得也。”